# Горбані (Кременчуцький район)
Горбані́ — село в Україні, у Новогалещинській селищній громаді Кременчуцького району Полтавської області. Населення становить 279 осіб. Орган місцевого самоврядування — Новогалещинська селищна рада.

## Географія
Село Горбані знаходиться на правому березі річки Рудька, нижче за течією на відстані 1,5 км розташоване село Ревівка, на протилежному березі — смт Нова Галещина.

## Історія
19 вересня 2016 року село увійшло до складу Новогалещинської ОТГ Козельщинського району.
12 червня 2020 року, відповідно до розпорядження Кабінету Міністрів України № 721-р «Про визначення адміністративних центрів та затвердження територій територіальних громад Полтавської області», село увійшло до складу  Новогалещинської селищної громади.
19 липня 2020 року, в результаті адміністративно - територіальної реформи та ліквідації Козельщинського району, село увійшло до складу новоутвореного Кременчуцького району.